# Герб Хоросткова
Герб Хоросткова — символ міста Хоросткова, затверджений 7 грудня 1998 року з нагоди відзначення 435-річчя міста. Ініціатором був почесний громадянин міста В. Г. Корчемний, автором герба є Я. П. Галушка.

## Опис
В основі герба — зоюраження міської ратуші, яка була збудована у XVIII столітті, зруйнована після Другої світової війни, відтворена з гравюри. Під нею — геометризовані шестерня та колос, які є символами економічного спрямування міста. Усе це знаходиться на геральдичномущиті французької форми зеленого кольору, який, можливо, символізує Поділля, обрамленому золотим вінком стилізованого листя (непереривність поколінь). Вінчає герб стародавній козацький хрест — символ Божої сили. Під щитом блакитного кольору напис золотою фарбою «Хоростків». Таким чином герб поєднує минуле міста з його сучасністю.

## Історія
У ХІХ столітті краєзнавцем А. Шнайдером для Хоросткова був опрацьований герб: щит розділений, у верхній блакитній частині щита срібний трираменний патріарший хрест без правої частини нижнього рамена, у нижній — на срібному тлі зелений дуб. Цей герб поєднує емблему Потоцьких «Пилява» та символ природи околиць міста.
Також у середині XIX століття існувала громадська печатка з зображенням дерева, на яке обперті коса і граблі (збереглися її зразки в колекції того ж А.Шнайдера).